# Lijst van gemeenten in het departement Saône-et-Loire
Hieronder volgt een lijst van de gemeenten (communes) in het Franse departement Saône-et-Loire (departement 71). Anno 2025 zijn dat er 571.
·

## A
L'Abergement-de-Cuisery
· L'Abergement-Sainte-Colombe
· Allerey-sur-Saône
· Allériot
· Aluze
· Amanzé
· Ameugny
· Anglure-sous-Dun
· Anost
· Antully
· Anzy-le-Duc
· Artaix
· Authumes
· Autun
· Auxy
· Azé

## B
Ballore
· Bantanges
· Barizey
· Barnay
· Baron
· Baudemont
· Baudrières
· Baugy
· Beaubery
· Beaumont-sur-Grosne
· Beaurepaire-en-Bresse
· Beauvernois
· Bellevesvre
· Bergesserin
· Berzé-le-Châtel
· Berzé-la-Ville
· Bey
· Bissey-sous-Cruchaud
· Bissy-la-Mâconnaise
· Bissy-sous-Uxelles
· Bissy-sur-Fley
· Les Bizots
· Blanot
· Blanzy
· Bois-Sainte-Marie
· Bonnay
· Les Bordes
· Bosjean
· Bouhans
· La Boulaye
· Bourbon-Lancy
· Bourg-le-Comte
· Bourgvilain
· Bouzeron
· Boyer
· Bragny-sur-Saône
· Brandon
· Branges
· Bray
· Bresse-sur-Grosne
· Le Breuil
· Briant
· Brienne
· Brion
· Broye
· Bruailles
· Buffières
· Burgy
· Burnand
· Burzy
· Bussières
· Buxy

## C
La Celle-en-Morvan
· Céron
· Cersot
· Chagny
· Chaintré
· Chalmoux
· Chalon-sur-Saône
· Chambilly
· Chamilly
· Champagnat
· Champagny-sous-Uxelles
· Champforgeuil
· Champlecy
· Chânes
· Change
· Changy
· Chapaize
· La Chapelle-au-Mans
· La Chapelle-de-Bragny
· La Chapelle-de-Guinchay
· La Chapelle-du-Mont-de-France
· La Chapelle-Naude
· La Chapelle-Saint-Sauveur
· La Chapelle-sous-Brancion
· La Chapelle-sous-Dun
· La Chapelle-sous-Uchon
· La Chapelle-Thècle
· Charbonnat
· Charbonnières
· Chardonnay
· Charette-Varennes
· La Charmée
· Charmoy
· Charnay-lès-Chalon
· Charnay-lès-Mâcon
· Charolles
· Charrecey
· Chasselas
· Chassey-le-Camp
· Chassigny-sous-Dun
· Chassy
· Château
· Châteauneuf
· Châtel-Moron
· Châtenay
· Châtenoy-en-Bresse
· Châtenoy-le-Royal
· Chaudenay
· Chauffailles
· La Chaux
· Cheilly-lès-Maranges
· Chenay-le-Châtel
· Chenôves
· Chérizet
· Chevagny-les-Chevrières
· Chevagny-sur-Guye
· Chiddes
· Chissey-en-Morvan
· Chissey-lès-Mâcon
· Ciry-le-Noble
· La Clayette
· Clermain
· Clessé
· Clessy
· Cluny
· Clux-Villeneuve
· Collonge-en-Charollais
· Collonge-la-Madeleine
· Colombier-en-Brionnais
· La Comelle
· Condal
· Cordesse
· Cormatin
· Cortambert
· Cortevaix
· Coublanc
· Couches
· Crêches-sur-Saône
· Créot
· Cressy-sur-Somme
· Le Creusot
· Crissey
· Cronat
· Cruzille
· Cuiseaux
· Cuisery
· Culles-les-Roches
· Curbigny
· Curdin
· Curgy
· Curtil-sous-Buffières
· Curtil-sous-Burnand
· Cussy-en-Morvan
· Cuzy

## D
Damerey
· Dampierre-en-Bresse
· Davayé
· Demigny
· Dennevy
· Dettey
· Devrouze
· Dezize-lès-Maranges
· Diconne
· Digoin
· Dommartin-lès-Cuiseaux
· Dompierre-les-Ormes
· Dompierre-sous-Sanvignes
· Donzy-le-National
· Donzy-le-Pertuis
· Dracy-le-Fort
· Dracy-lès-Couches
· Dracy-Saint-Loup
· Dyo

## E
Écuelles
· Écuisses
· Épertully
· Épervans
· Épinac
· Essertenne
· Étang-sur-Arroux
· Étrigny

## F
Farges-lès-Chalon
· Farges-lès-Mâcon
· Le Fay
· Flacey-en-Bresse
· Flagy
· Fleurville
· Fleury-la-Montagne
· Fley
· Fontaines
· Fontenay
· Fragnes
· Frangy-en-Bresse
· La Frette
· Fretterans
· Frontenard
· Frontenaud
· Fuissé

## G
Génelard
· La Genête
· Genouilly
· Gergy
· Germagny
· Germolles-sur-Grosne
· Gibles
· Gigny-sur-Saône
· Gilly-sur-Loire
· Givry
· Gourdon
· La Grande-Verrière
· Grandvaux
· Granges
· Grevilly
· Grury
· Guerfand
· Les Guerreaux
· Gueugnon
· La Guiche

## H
Hautefond
· L'Hôpital-le-Mercier
· Huilly-sur-Seille
· Hurigny

## I
Igé
· Igornay
· Iguerande
· Issy-l'Évêque

## J
Jalogny
· Jambles
· Joncy
· Joudes
· Jouvençon
· Jugy
· Juif
· Jully-lès-Buxy

## L
Lacrost
· Laives
· Laizé
· Laizy
· Lalheue
· Lans
· Lays-sur-le-Doubs
· Lesme
· Lessard-en-Bresse
· Lessard-le-National
· Leynes
· Ligny-en-Brionnais
· Loisy
· Longepierre
· Louhans
· Lournand
· La Loyère
· Lucenay-l'Évêque
· Lugny
· Lugny-lès-Charolles
· Lux

## M
Mâcon
· Mailly
· Malay
· Maltat
· Mancey
· Marcigny
· Marcilly-la-Gueurce
· Marcilly-lès-Buxy
· Marigny
· Marizy
· Marly-sous-Issy
· Marly-sur-Arroux
· Marmagne
· Marnay
· Martailly-lès-Brancion
· Martigny-le-Comte
· Mary
· Massilly
· Massy
· Matour
· Mazille
· Melay
· Mellecey
· Ménetreuil
· Mercurey
· Mervans
· Messey-sur-Grosne
· Mesvres
· Milly-Lamartine
· Le Miroir
· Mont
· Montagny-lès-Buxy
· Montagny-près-Louhans
· Montagny-sur-Grosne
· Montbellet
· Montceau-les-Mines
· Montceaux-l'Étoile
· Montceaux-Ragny
· Montcenis
· Montchanin
· Montcony
· Montcoy
· Monthelon
· Montjay
· Mont-lès-Seurre
· Montmelard
· Montmort
· Montpont-en-Bresse
· Montret
· Mont-Saint-Vincent
· Morey
· Morlet
· Mornay
· Moroges
· La Motte-Saint-Jean
· Mouthier-en-Bresse
· Mussy-sous-Dun

## N
Nanton
· Navilly
· Neuvy-Grandchamp
· Nochize

## O
Ormes
· Oslon
· Oudry
· Ouroux-sous-le-Bois-Sainte-Marie
· Ouroux-sur-Saône
· Oyé
· Ozenay
· Ozolles

## P
Palinges
· Palleau
· Paray-le-Monial
· Paris-l'Hôpital
· Passy
· Péronne
· Perrecy-les-Forges
· Perreuil
· Perrigny-sur-Loire
· La Petite-Verrière
· Pierreclos
· Pierre-de-Bresse
· Le Planois
· Plottes
· Poisson
· Pontoux
· Pouilloux
· Pourlans
· Pressy-sous-Dondin
· Préty
· Prissé
· Prizy
· Pruzilly
· Le Puley

## R
La Racineuse
· Rancy
· Ratenelle
· Ratte
· Reclesne
· Remigny
· Rigny-sur-Arroux
· La Roche-Vineuse
· Romanèche-Thorins
· Romenay
· Rosey
· Le Rousset
· Roussillon-en-Morvan
· Royer
· Rully

## S
Sagy
· Saillenard
· Sailly
· Saint-Agnan
· Saint-Albain
· Saint-Ambreuil
· Saint-Amour-Bellevue
· Saint-André-en-Bresse
· Saint-André-le-Désert
· Saint-Aubin-en-Charollais
· Saint-Aubin-sur-Loire
· Saint-Berain-sous-Sanvignes
· Saint-Bérain-sur-Dheune
· Saint-Boil
· Saint-Bonnet-de-Cray
· Saint-Bonnet-de-Joux
· Saint-Bonnet-de-Vieille-Vigne
· Saint-Bonnet-en-Bresse
· Sainte-Cécile
· Saint-Christophe-en-Bresse
· Saint-Christophe-en-Brionnais
· Saint-Clément-sur-Guye
· Sainte-Croix
· Saint-Cyr
· Saint-Denis-de-Vaux
· Saint-Désert
· Saint-Didier-en-Bresse
· Saint-Didier-en-Brionnais
· Saint-Didier-sur-Arroux
· Saint-Edmond
· Saint-Émiland
· Saint-Étienne-en-Bresse
· Saint-Eugène
· Saint-Eusèbe
· Saint-Firmin
· Saint-Forgeot
· Sainte-Foy
· Saint-Gengoux-de-Scissé
· Saint-Gengoux-le-National
· Saint-Germain-du-Bois
· Saint-Germain-du-Plain
· Saint-Germain-en-Brionnais
· Saint-Germain-lès-Buxy
· Saint-Gervais-en-Vallière
· Saint-Gervais-sur-Couches
· Saint-Gilles
· Sainte-Hélène
· Saint-Huruge
· Saint-Igny-de-Roche
· Saint-Jean-de-Vaux
· Saint-Jean-de-Trézy
· Saint-Julien-de-Civry
· Saint-Julien-de-Jonzy
· Saint-Julien-sur-Dheune
· Saint-Laurent-d'Andenay
· Saint-Laurent-en-Brionnais
· Saint-Léger-du-Bois
· Saint-Léger-lès-Paray
· Saint-Léger-sous-Beuvray
· Saint-Léger-sous-la-Bussière
· Saint-Léger-sur-Dheune
· Saint-Loup-Géanges
· Saint-Loup-de-Varennes
· Saint-Marcel
· Saint-Marcelin-de-Cray
· Saint-Mard-de-Vaux
· Saint-Martin-Belle-Roche
· Saint-Martin-d'Auxy
· Saint-Martin-de-Commune
· Saint-Martin-de-Lixy
· Saint-Martin-de-Salencey
· Saint-Martin-du-Lac
· Saint-Martin-du-Mont
· Saint-Martin-du-Tartre
· Saint-Martin-en-Bresse
· Saint-Martin-en-Gâtinois
· Saint-Martin-la-Patrouille
· Saint-Martin-sous-Montaigu
· Saint-Maurice-de-Satonnay
· Saint-Maurice-des-Champs
· Saint-Maurice-en-Rivière
· Saint-Maurice-lès-Châteauneuf
· Saint-Maurice-lès-Couches
· Saint-Micaud
· Saint-Nizier-sur-Arroux
· Saint-Pierre-de-Varennes
· Saint-Pierre-le-Vieux
· Saint-Point
· Saint-Privé
· Saint-Prix
· Saint-Racho
· Sainte-Radegonde
· Saint-Rémy
· Saint-Romain-sous-Gourdon
· Saint-Romain-sous-Versigny
· Saint-Sernin-du-Bois
· Saint-Sernin-du-Plain
· Saint-Symphorien-d'Ancelles
· Saint-Symphorien-de-Marmagne
· Saint-Symphorien-des-Bois
· Saint-Usuge
· Saint-Vallerin
· Saint-Vallier
· Saint-Vérand
· Saint-Vincent-des-Prés
· Saint-Vincent-en-Bresse
· Saint-Vincent-Bragny
· Saint-Yan
· Saint-Ythaire
· Saisy
· La Salle
· Salornay-sur-Guye
· Sampigny-lès-Maranges
· Sancé
· Santilly
· Sanvignes-les-Mines
· Sarry
· Sassangy
· Sassenay
· Saules
· Saunières
· Savianges
· Savigny-en-Revermont
· Savigny-sur-Grosne
· Savigny-sur-Seille
· Semur-en-Brionnais
· Sennecey-le-Grand
· Senozan
· Sens-sur-Seille
· Sercy
· Serley
· Sermesse
· Serrières
· Serrigny-en-Bresse
· Sevrey
· Sigy-le-Châtel
· Simandre
· Simard
· Sivignon
· Sologny
· Solutré-Pouilly
· Sommant
· Sornay
· Suin
· Sully

## T
La Tagnière
· Taizé
· Tancon
· Le Tartre
· Tavernay
· Thil-sur-Arroux
· Thurey
· Tintry
· Torcy
· Torpes
· Toulon-sur-Arroux
· Tournus
· Toutenant
· Tramayes
· Trambly
· Trivy
· Tronchy
· La Truchère

## U
Uchizy
· Uchon
· Uxeau

## V
Vareilles
· Varenne-l'Arconce
· Varennes-le-Grand
· Varennes-lès-Mâcon
· Varenne-Saint-Germain
· Varennes-Saint-Sauveur
· Varennes-sous-Dun
· Vauban
· Vaudebarrier
· Vaux-en-Pré
· Vendenesse-lès-Charolles
· Vendenesse-sur-Arroux
· Verdun-Ciel
· Vergisson
· Vérissey
· Verjux
· Verosvres
· Vers
· Versaugues
· Verzé
· Le Villars
· Villegaudin
· Villeneuve-en-Montagne
· Vincelles
· Vindecy
· La Vineuse
· Vinzelles
· Viré
· Virey-le-Grand
· Viry
· Vitry-lès-Cluny
· Vitry-en-Charollais
· Vitry-sur-Loire
· Volesvres